# Рудари (Грчка)
Рудари (грч. Καλλιθέα, Калитеа) је насељено место у општини Преспа у периферији Западна Македонија, Грчка. Према попису из 2021. године било је 107 становника.
Према бугарском географу и историчару, Василу Канчову, у Рудару је 1900. године живело 270 Словена хришћана. Током Грчког грађанског рата село је настрадало а становништво је избегло у Југославију (СР Македонија) и источноевропске земље. Рудари су 1951. године били напуштено насеље. После рата вратило се неколико словенских породица а на место избеглих породица насељено је око 45 аромунских породица из Епира. На попису из 1961. године Рудари су имали 287 становника.